# William Ratcliff
A William Ratcliff (olasz nyelven Guglielmo Ratcliff) Pietro Mascagni négyfelvonásos operája. A mű alapja Heinrich Heine azonos című verses drámája, amelyet olasz nyelvre Andrea Maffei fordított le, ezért a források egy része őt, míg másik része Heinét jelöli meg librettistaként. Az ősbemutatóra 1895. február 16-án került sor a milánói La Scala operaházban. Magyarországon még nem játszották.

## A mű keletkezésének története
Bár Mascagninak tulajdonképpen ez a negyedik operája, a zeneszerzés elkezdését figyelembe véve azonban megelőzi a Parasztbecsületet, a Fritz barátunkat és A Rantzau fivéreket is. 1882-ben kezdett foglalkozni a művel. 1888-ra csaknem a mű teljes szerkezete készen állt. Mivel időközben a Parasztbecsület sikere lefoglalta, csak 1893-ban vette elő ismét a partitúrát. A mű megszületése egyszersmind egy új huszadik századi irányzat kezdetét, első képviselőjét is jelenti, amelyet a német zeneirodalom későbbi keletű szakkifejezéssel „Literaturoper”, azaz „irodalmi opera” néven említ, olyan zenés színpadi alkotást értve alatta, amely librettista közreműködése nélkül, az eredeti irodalmi forrás szó szerinti felhasználásával készült (hasonló jellegű mű például Richard Strauss Saloméje és Alban Berg Wozzeckje). A partitúra azután részben a közben íródott művek tapasztalatai, részben különböző művészeti áramlatok befolyása következtében sokat változott. Noha vannak benne realista, korai impresszionista elemek is, az opera összességében tekintve egy ízig-vérig romantikus mű.

## Szereplők
| Szereplő                    | Hangfekvés            |
| --------------------------- | --------------------- |
| Mac-Gregor                  | basszus               |
| Maria, a leánya             | szoprán               |
| Douglas gróf, Maria jegyese | bariton               |
| William Ratcliff            | tenor                 |
| Lesley, Ratcliff barátja    | tenor                 |
| Margherita, Maria nevelője  | alt                   |
| Tom, kocsmáros              | bariton               |
| Willie, a fia               | alt vagy mezzoszoprán |
| Robin                       | basszus               |
| John                        | basszus               |
| Taddie                      | tenor                 |
| Egy szolga                  | tenor                 |

## Cselekmény
- Helyszín: Észak-Skócia
- Idő: 1820 körül

### A mű előtörténete
A skót nemes, Mac-Gregor sok évvel korábban megölte Sir Edwardot, mivel azt feltételezte, hogy elcsábította feleségét, Elisát. Az asszony nem sokkal később meghalt, a pletykák szerint szégyenében. Mac-Gregor egyedül nevelte fel leányukat Mariát, aki felcseperedve, anyjához hasonló szép, vonzó nő lett. A leány beleszeretett a náluk vendégeskedő William Ratcliffbe, akiről csak később derült ki, hogy Sir Edward fia. Ratcliff feleségül kérte Mariát, de az apa, szörnyű tettére gondolva elutasította. Ratcliff bosszút esküdött és Maria összes kérőjét a Fekete Sziklára csalta, ahol kivégezte őket.

### Első felvonás
Mariának új kérője akad Douglas gróf személyében. A szerelmes ifjú lóra pattan, hogy mihamarabb elérjen Mac-Gregor várkastélyába, de néhány útonálló megtámadta s bizonyára meg is ölték volna, ha egy ismeretlen nem siet a segítségére. A történteket elmeséli Mac-Gregornak is, aki arra kéri, hogy a leánya elől hallgassa el a történteket. Az öreg elmeséli a korábbi kérők sorsát és azt is, hogy valószínűleg Ratcliff áll a gyilkosságok mögött. Mac-Gregor azt is elmeséli, hogy a leánynak már két kitűzött esküvője volt, de mindkét alkalommal Ratcliff az esküvő előtti éjszakán rejtélyes módon bejutott a Maria szobájába és átnyújtotta neki a vőlegény vérrel borított eljegyzési gyűrűjét. Éppen itt tart az elbeszélésben, amikor Lesley, Ratcliff egy barátja lép be, s annak üzenetét tolmácsolva arra kéri Douglast, találkozzék vele a Fekete Sziklánál. A gróf úgy dönt, hogy eleget tesz a kérésnek.

### Második felvonás
Egy erdőszéli kocsmában Ratcliff ül és megszokott társasága. Tom, a kocsmáros zugkereskedelemmel, csempészéssel és a jog elől bujkálók fedezésével egészíti ki jövedelmét. Fia, az együgyű Willie minden este rázendít a Miatyánkra, amit a jelenlévők vele skandálnak. A kocsmába Lesley érkezik a hírrel, hogy Douglas gróf elfogadta a kihívást, de figyelmezteti Ratcliffet, hogy ne hagyja el a kocsmát sötétedés előtt, mert keresik, hiszen őt vádolják a korábbi kérők halálával. Ratcliff felháborodottan kéri ki magának a gyilkos minősítést. Valóban ő ölte meg őket – mondja –, de nem orvul, hanem tisztességes párbajban. Kijelenti, hogy ehhez a jövőben is tartani fogja magát. Amint leszáll az este, indul is, hogy időben a Fekete Sziklánál lehessen.

#### Harmadik felvonás
A sziklához Douglas érkezik meg elsőként és meglepődik, amikor Ratcliff személyében korábbi megmentőjét véli felfedezni.  Baráti jobbját nyújtaná, de a másik keresetlen szavakkal leállítja mozdulatát, sőt kardját kirántva védekezésre szólítja fel a grófot. Douglas most rájön, hogy miért is kellett idejönnie és hangos szavakkal megidézi a korábbi vőlegények szellemeit, hogy segítsék a párbajban. Beleveti magát a küzdelembe és legyőzi Ratcliffet. Már kegyelemdöfésre emeli kardját, amikor eszébe jut, hogy Ratcliff megmentette az életét. Futni engedi a férfit és a győzelmi mámortól telten indul vissza kedveséhez.

### Negyedik felvonás
A várkastélyban mindenki az esküvőre készül. Míg a lány felölti menyegzői ruháját, Margherita bizalmas kettesben maradva vele Douglas iránti érzéseiről tudakolódik. Maria bizonytalan válaszai világossá teszik számára, hogy bár tiszteli a férfit, nem szereti. Igazán csak egyetlen kérőjét szerette, a legelsőt, Ratcliffet. Amikor elkészül az öltözködéssel, a nevelőnő meglepődve tapasztalja mennyire hasonlít édesanyjára, Elisára, akit ugyancsak heves, bár titkolt szerelem fűzött William apjához. Előbb ismerte a férfit, mint Maria apját, de megrettenve a férfi vad, szenvedélyes természetétől, a biztonságosabbnak látszó másikat választotta. Sir Edward is megnősült, ebből a házasságból született a fia. Sem az ő, sem Elisa házassága nem volt azonban boldog. Sokszor látták Edwardot a Mac-Gregor-kastély körül őgyelegni, s egy reggel holtan találták a parkban. Alighogy befejezte a történetet, a rejtekajtón, amelyet csak ő ismert, a sápadt és véres Ratcliff lép be. Maria megijed, mivel hirtelen azt képzeli ő Elisa, Ratcliff pedig Sir Edward. Odarohan a férfihoz és fátylával elkezdi sebeit kötözni, sőt még meg is csókolja. Ratcliff szerelmet vall neki s miután bevallja, hogy nem tud Maria nélkül élni leszúrja a lányt. Beront az apa, összecsap Ratcliffel, de halálos sebet kap. Ratcliff előrántja pisztolyát és saját magával is végez. A berohanó Douglas a halálban egymásra találó, egymást átkaroló Maria és Ratcliff véres tetemét találja maga előtt.

## Híres áriák, kórusművek
- Quando, fanciullo ancora… – Ratcliff monológja (második felvonás).
- Ratcliff álma – Zenei intermezzo a negyedik felvonás elején.